# Potential Breakup Song
Potential Breakup Song est le titre d'une chanson et de deux singles la contenant, sortis en 2007 : le premier en juin aux États-Unis par le duo américain Aly & AJ, et le second en novembre au Japon par Ami Suzuki sous l'appellation Ami Suzuki joins Aly & AJ.

## Single d'Aly & AJ
Potential Breakup Song est une chanson du duo pop américain Aly & AJ.
Elle figure sur son troisième album Insomniatic sorti sous le label Hollywood Records. Elle est mise à disposition en téléchargement légal le 26 juin 2007, et atteindra la 17e place du Billboard Hot 100 ; elle dépassera le million de téléchargements en mars 2009. Une version aux paroles légèrement altérées moins osée est diffusée sur Radio Disney dès mai 2007.
La chanson est éditée aux États-Unis en single physique en édition limitée pour la chaine de magasins Wal-Mart, avec le titre Careful With Words en "face B". Elle est également éditée en single physique au Royaume-Uni le 8 octobre 2007, avec la même "face B". Elle sera reprise en japonais en novembre 2007 par Ami Suzuki, version qui sortira en single physique au Japon, attribué à Ami Suzuki joins Aly & AJ. 

## Single d'Ami Suzuki
Singles par Ami Suzuki
Free Free (...)
(2007) One
(2008)
Potential Breakup Song est un single sorti en 2007, attribué à Ami Suzuki joins Aly & AJ (鈴木亜美 joins Aly&AJ), présenté comme une collaboration ponctuelle entre la chanteuse Ami Suzuki et le duo pop américain Aly & AJ (alias 78violet).

### Présentation
Le single sort le 28 novembre 2007 sous le label Avex Trax, produit par Max Matsuura, coécrit et coproduit par Sugiurumn. Il atteint la 34e place du classement de l'Oricon. Il se vend à 4 151 exemplaires la première semaine, et reste classé pendant 3 semaines, pour un total de 5 956 exemplaires vendus durant cette période. Il sort cette fois également au format "CD+DVD" avec une pochette différente et un DVD en supplément contenant le clip vidéo de la chanson-titre.
La chanson-titre Potential Breakup Song est une reprise en japonais du titre homonyme de Aly & AJ déjà sorti en single par le duo en juin précédent et vendu à plus d'un million d'exemplaires aux États-Unis. La version d'Ami Suzuki sert de thème musical du film d'horreur X-Cross (XX) -Makyo Densetsu-, dont elle est la covedette. 
La chanson en "face B", Feel the Beat, est quant à elle une collaboration avec le musicien et DJ Sugiurumn (Ami Suzuki joins Sugiurumn). Les deux titres figureront sur l'album Dolce qui sortira deux mois plus tard. Le single contient aussi une autre version de la chanson-titre remixée par Sugiurumn, en plus de l'instrumental.
C'est le dernier d'une série de cinq singles collaboratifs de la chanteuse avec divers artistes. Les trois premiers étaient sortis à une semaine d'intervalle, produits en nombre limité, avec une pochette similaire ne représentant pas les artistes, et leurs chansons-titres ont figuré sur l'album de Ami Suzuki Connetta sorti une semaine après le dernier d'entre eux. Les deux autres dont celui-ci sortent plus tard dans l'année, mais avec cette fois une présentation dans la lignée des singles en solo de Ami Suzuki : avec une édition parallèle "CD+DVD", sans histoire narrée à la fin, et avec une pochette représentant la chanteuse seule, dans une pose particulièrement sexy pour la première fois de sa carrière ; en effet, ses précédentes pochettes de disques et photos promotionnelles donnaient jusqu'ici d'elle une image sage et innocente.

### Liste des titres
Les chansons sont arrangées par Sugiurumn.
| 1. | Potential Breakup Song (Ami Suzuki joins Aly & AJ) | ami & Fumihito Morita | Aly & AJ, Armato, James | 3:57 |
| 2. | Feel the Beat (Ami Suzuki joins Sugiurumn)         | Sugiurumn             | Sugiurumn               | 8:17 |
| 3. | Potential Breakup Song (Sugiurumn Remix)           | ami & Fumihito Morita | Aly & AJ, Armato, James | 8:14 |
| 4. | Potential Breakup Song (Instrumental)              | (Instrumental)        | Aly & AJ, Armato, James | 3:56 |

| 1. | Potential Breakup Song (clip vidéo) |  |